# Black Swan
Black Swan är en amerikansk psykologisk thriller-skräckfilm från 2010 i regi av Darren Aronofsky. I huvudrollerna ses Natalie Portman, Vincent Cassel och Mila Kunis. Portman vann en Oscar för Bästa kvinnliga huvudroll och filmen var även nominerad för Bästa film, Bästa regi, Bästa foto och Bästa klippning.

## Handling
Nina Sayers (Natalie Portman) är en ung ballerina som har bestämt sig för att bli den nya balettstjärnan. En balettensemble i New York ämnar sätta upp sin version av Svansjön, och Nina aspirerar att få dubbelrollen som Odette/Odile. Odette är den oskuldsfulla vita svanen medan Odile är den förföriska svarta svanen. Ninas personlighet passar bäst för rollen som Odette, medan konkurrenten Lily (Mila Kunis) gör sig bäst som Odile. När de båda tävlar om dubbelrollen, upptäcker Nina en mörk sida inom sig själv.

## Rollista
| Natalie Portman     | – Nina Sayers    |
| Mila Kunis          | – Lily           |
| Vincent Cassel      | – Thomas Leroy   |
| Barbara Hershey     | – Erica Sayers   |
| Winona Ryder        | – Beth Macintyre |
| Benjamin Millepied  | – David Moreau   |
| Ksenia Solo         | – Veronica       |
| Kristina Anapau     | – Galina         |
| Janet Montgomery    | – Madeline       |
| Sebastian Stan      | – Andrew         |
| Toby Hemingway      | – Tom            |
| Sergio Torrado      | – Sergio         |
| Mark Margolis       | – Mr. Fithian    |
| Tina Sloan          | – Mrs. Fithian   |
| Abraham Aronofsky   | – Mr. Stein      |
| Charlotte Aronofsky | – Mrs. Stein     |
| Marcia Jean Kurtz   | – Georgina       |
| Christopher Gartin  | – Walter Scott   |

## Musik
| Nr           | Titel                   | Längd |
| ------------ | ----------------------- | ----- |
| 1.           | Nina's Dream            | 2:48  |
| 2.           | Mother Me               | 1:06  |
| 3.           | The New Season          | 2:39  |
| 4.           | A Room of Her Own       | 1:56  |
| 5.           | A New Swan Queen        | 3:28  |
| 6.           | Lose Yourself           | 2:08  |
| 7.           | Cruel Mistress          | 3:29  |
| 8.           | Power, Seduction, Cries | 1:42  |
| 9.           | The Double              | 2:20  |
| 10.          | Opposites Attract       | 3:45  |
| 11.          | Night of Terror         | 8:01  |
| 12.          | Stumbled Beginnings...  | 3:51  |
| 13.          | It's My Time            | 1:30  |
| 14.          | A Swan Is Born          | 1:38  |
| 15.          | Perfection              | 5:45  |
| 16.          | A Swan Song (For Nina)  | 6:23  |
| Total längd: | Total längd:            | 52:38 |